# Andes ornatus
Andes ornatus är en insektsart som beskrevs av Frederick Arthur Godfrey Muir 1925. Andes ornatus ingår i släktet Andes och familjen kilstritar. Inga underarter finns listade i Catalogue of Life.